# Au roi de la bière
Au roi de la bière est une ancienne brasserie située à Paris, en France.

## Localisation
La brasserie est située au 119, rue Saint-Lazare dans le 8e arrondissement de Paris, à proximité de la gare Saint-Lazare.

## Description
L'édifice, composé d'un rez-de-chaussée, de trois étages carrés et d'un étage de comble, occupe un terrain étroit d'une dizaine de mètres de large. La façade est construite dans un style régionaliste alsacien, en brique et pan de bois plaqué, avec une statue de cigogne sur la cheminée. Au milieu de la façade trône une statue de Gambrinus, roi de la bière.

## Histoire
Le premier restaurant est construit à cet emplacement en 1892 par l'architecte Chausson. En 1894, sa façade est totalement modifiée et le bâtiment surélevé par l'architecte Paul Marbeau, pour le compte du restaurateur alsacien, Jacqueminot Graff.
La façade de style alsacien et la toiture (y compris les sculptures de Gambrinus et de la cigogne), ainsi que les trois salles en enfilade au rez-de-chaussée sont inscrites au titre des monuments historiques depuis le 18 novembre 1997.
Depuis 1998, le bâtiment héberge un restaurant McDonald's.